# 1385
Пізнє Середньовіччя •  Відродження •  Реконкіста •  Ганза •  Столітня війна •  Велика схизма •  Монгольська імперія

## Геополітична ситуація
Державу османських турків очолює султан Мурад I (до 1389). Імператором Візантії є Іоанн V Палеолог (до 1391). Вацлав IV є королем Богемії та Німеччини. У Франції править Карл VI Божевільний (до 1422).
Апеннінський півострів розділений: північ належить Священній Римській імперії, середню частину займає Папська область, південь належить Неаполітанському королівству. Деякі міста півночі: Венеція, Піза, Генуя тощо, мають статус міст-республік. Триває боротьба гвельфів та гібелінів.
Майже весь Піренейський півострів займають християнські Кастилія і Леон, де править Хуан I (до 1390), Арагонське королівство та Португалія, де почав правити Жуан I Великий (до 1433). Під владою маврів залишилися тільки землі на самому півдні.
Річард II править в Англії (до 1400). Королем Швеції є Альбрехт Мекленбурзький (до 1389), королем Данії, Норвегії та титулярно Швеції — Олаф IV. В Угорщині королем проголошено Карла III Неаполітанського (до 1386). Королевою Польщі є Ядвіга Анжуйська. У Литві княжить Ягайло (до 1386).
Руські землі перебувають під владою Золотої Орди. Триває війна за галицько-волинську спадщину між Польщею та Великим князівством Литовським. У Києві княжить Володимир Ольгердович (до 1394). Володимирське князівство очолює московський князь Дмитро Донський.
Монгольська імперія займає більшу частину Азії, але вона розділена на окремі улуси. На заході євразійських степів править Золота Орда. У Семиріччі владу утримує емір Тамерлан. Іран роздроблений, окремі області в ньому контролюють родини як монгольського, так і перського походження.
У Єгипті владу утримують мамлюки, а Мариніди у Магрибі. У Китаї править династії Мін. Делійський султанат є наймогутнішою державою Індії. В Японії триває період Муроматі.
Цивілізація мая переживає посткласичний період. У долині Мехіко склалася цивілізація ацтеків. Почала зароджуватися цивілізація інків.

## Події
- 14 серпня:
  - португальці розбили кастильців у битві при Алжубарроті.
  - Польща і Литва уклали Кревську унію, що передбачала об'єднання цих країн в єдину державу.
- Київський князь Володимир Ольгердович схопив і ув'язнив митрополита Діонісія, якого прислали в Київ замість Кипріана.
- 6 кардиналів вчинили змову проти папи Урбана VI. Як наслідок, папа відлучив від церкви ініціатора змови Карла III Неаполітанського та його дружину. Карл взяв в облогу Ночеру, де перебував Урбан VI.
- У битві біля Альжубаротти, відстоюючи незалежність Португалії, 7-тисячний португальський загін розбив 30-тисячну іспанську армію. Як наслідок Жуана I Авіського короновано королем Португалії.
- Поблизу Берата сербські війська зазнали поразки від турків.
- Карл III Неаполітанський з допомогою угорської знаті скинув з престолу королеву Угорщини Марію, нещодавно одружену з Сигизмундом I Люксембургом, братом короля Богемії Вацлава IV.
- Антипапа Климент VII «віддав» Неаполітанське королівство Людовику II Анжуйському.
- Короля Норвегії та Данії Олафа, через малоліття якого фактично правила його мати Маргарита I Данська, обрано також титулярним королем Швеції на противагу Альбрехту Мекленбурзькому.
- У Фландрії відновилося військове протистояння між Англією та Францією.
- У Мілані владу захопив Джан Галеаццо Вісконті.
- З нагоди одруження короля Карла VI з Ізабелою Баварською в Парижі було влаштовано перший придворний бал.
- Хан Золотої Орди Тохтамиш захопив частину Ірану, що розсварило його з еміром Самарканда Тамерланом.

## Померли
- 28 червня — Андронік IV Палеолог, імператор Візантійської імперії з 1376 по 1379.